# Маркинсон, Брайан
Брайан Маркинсон (англ. Brian Markinson; род. 1 сентября 1961, Бруклин, Нью-Йорк, США) — американский актёр театра, кино и телевидения.

## Ранние годы
В 1993 году окончил Американскую академию драматического искусства.

## Карьера
Первой заметной ролью Маркинсона на телевидении стало появление в эпизоде «Folie à deux» сериала «Секретные материалы» в 1998 году. Он исполнил роль Гэри Ламберта, сотрудника колл-центра, который берёт своих коллег по работе в заложники из-за того, что в своём начальнике он видит насекомоподобного монстра. До этого он снимался в другом эпизоде под названием «Заново рождённый».
Известность актёру принесли роли в телесериалах «Секс в другом городе», «Континуум» и «Безумцы».

## Личная жизнь
В девяностых Брайан женился на канадке Нэнси Керр, в Лос-Анджелесе у них родились двое сыновей — Эван и Айзек. В 1999 году Маркинсон вместе с семьёй переехал в Ванкувер

## Фильмография
| Год       |    | Русское название                | Оригинальное название          | Роль                                           |
| --------- | -- | ------------------------------- | ------------------------------ | ---------------------------------------------- |
| 1990      | с  | Чайна-Бич                       | China Beach                    | Дэл                                            |
| 1991      | ф  | Доктор                          | The Doctor                     | Майкл                                          |
| 1994      | ф  | Волк                            | Wolf                           | детектив Уэйд                                  |
| 1994—1998 | с  | Секретные материалы             | The X Files                    | Тони Фиоре / Гэри Ламберт                      |
| 1995      | ф  | Мальчишник наоборот             | Live Nude Girls                | приятель Джерома                               |
| 1995      | ф  | Аполлон-13                      | Apollo 13                      | PAD RAT                                        |
| 1996      | ф  | Близко к сердцу                 | Up Close & Personal            | Вик Нэш                                        |
| 1997      | ф  | Вулкан                          | Volcano                        | сотрудник Управления по чрезвычайным ситуациям |
| 1998      | ф  | Город ангелов                   | City of Angels                 | Том                                            |
| 1998      | ф  | Враг государства                | Enemy of the State             | прокурор Брайан Блейк                          |
| 1999      | ф  | Сладкий и гадкий                | Sweet and Lowdown              | Билл Шилдс                                     |
| 2000      | ф  | Мелкие мошенники                | Small Time Crooks              | полицейский                                    |
| 2001      | ф  | Проклятие нефритового скорпиона | The Curse of the Jade Scorpion | Эл                                             |
| 2002      | ф  | Под прицелом                    | Liberty Stands Still           | Рекс Перри                                     |
| 2003—2005 | с  | Следствие ведёт Да Винчи        | Da Vinci's Inquest             | шеф полиции Билл Джейкобс                      |
| 2004      | тф | День катастрофы                 | Category 6: Day of Destruction | Крис Хэйвуд                                    |
| 2005      | тф | Рыцари Южного Бронкса           | Knights of the South Bronx     | Арни                                           |
| 2006      | ф  | Дурдом на колёсах               | R.V.: Runaway Vacation         | Гарри Мойфин                                   |
| 2007      | ф  | Стрелок                         | Shooter                        | генеральный прокурор США Рассерт               |
| 2007      | ф  | Война Чарли Уилсона             | Charlie Wilson's War           | Пол Браун                                      |
| 2007—2009 | с  | Секс в другом городе            | The L Word                     | Аарон Корнблат                                 |
| 2008      | ф  | Личное                          | Personal Effects               | Финнеран                                       |
| 2009—2010 | с  | Каприка                         | Caprica                        | Джордан Дархэм                                 |
| 2012—2015 | с  | Континуум                       | Continuum                      | инспектор Джек Диллон                          |
| 2013—2015 | с  | Безумцы                         | Mad Men                        | доктор Арнольд Розен                           |
| 2013      | ф  | 12 раундов: Перезагрузка        | 12 Rounds: Reloaded            | Патрик Хеллер                                  |
| 2014      | ф  | Годзилла                        | Godzilla                       | Уилан                                          |
| 2019      | ф  | Путь домой                      | A Dog's Way Home               | Гюнтер Бекенбауэр                              |
| 2019      | ф  | Невероятный мир глазами Энцо    | The Art of Racing in the Rain  | мистер Несс                                    |
| 2020      | с  | Проект «Синяя книга»            | Project Blue Book              | Эндрю Гарнер                                   |
| 2020      | с  | Вдали                           | Away                           | Джордж Лейн                                    |